# 加斯东·托恩
加斯东·埃格蒙·托恩（法語：Gaston Egmond Thorn，法語發音：[ɡastɔ̃ ɛɡmɔ̃ tɔʁn]；1928年9月3日—2007年8月26日），卢森堡政治家，1974年任卢森堡首相。
| 前任： 皮埃尔·格莱戈尔         | 外交大臣 1969年─1980年         | 繼任： 科莱特·弗莱施            |
| 前任： 皮埃尔·维尔纳           | 卢森堡首相 1974年─1979年       | 繼任： 皮埃尔·维尔纳            |
| 前任： 阿布杜拉齐兹·布特弗利卡 | 联合国大会主席 1975年─1976年   | 繼任： 汉密尔顿·谢利·阿梅拉辛格 |
| 前任： 马塞尔·马特             | 经济大臣 1977年─1980年         | 繼任： 科莱特·弗莱施            |
| 前任： 贝纳尔·贝格             | 卢森堡副首相 1979年─1980年     | 繼任： 科莱特·弗莱施            |
| 前任： 罗贝尔·绍斯             | 司法大臣 1979年─1980年         | 繼任： 科莱特·弗莱施            |
| 前任： 卢西恩·杜里             | 卢森堡民主党主席 1962年─1969年 | 繼任： 勒内·科嫩                |
| 前任： 勒内·科嫩               | 卢森堡民主党主席 1971年─1980年 | 繼任： 科莱特·弗莱施            |